# سارة الجابر
سارة الجابر (13 اغسطس 1989 -)، ممثلة ومخرجة سعودية.

## نبذة
حصلت سارة الجابر على شهادة الثانوية العامة، بالإضافة إلى شهادات في الحاسوب والفنون. تمتلك خبرة واسعة في مجالات فنية متعددة، وسبق لها العمل مشرفة مسرح ومديرة لنادي الأطفال.[بحاجة لمصدر] من أبرز أعمالها: مسلسل بنق، غشمشم، والسلطانة.

## أعمالها

### المسلسلات
- السربيل.
- حصاد الزمن .
- بنق.
- هشتقة.
- هشتقة 2ت.
- السلطانة.
- غشمشم 6.
- سواق المعازيب.
- غشمشم 5.
- الخطاف.
- حصاد الزمن.(2015)
- زواج آخر موديل.(2017)
- بنات الثانوي (2022).
- جريمة قلب (2023).[2]
- مجمع 75.(2024)
- خريف القلب. (2024)
- شارع الأعشى (2025).[3]

### المسرح
- مسرحية صرقعه وفرقعه
- مسرحية مسيار كوم
- مسرحية من عيوني
- مسرحية بنات أوف لاين

### البرامج
- برنامج فايف جي

## روابط خارجية
- سارة الجابر على موقع قاعدة بيانات الأفلام العربية